# 50 let Pobedi
Az 50 let Pobedi (oroszul: 50 лет Победы, magyarul: a győzelem 50 éves évfordulója) orosz, továbbfejlesztett Arktyika osztályú (10521 tervszámú) atommeghajtású jégtörő hajó. Ez az osztály legutolsó, legfiatalabb tagja, melyet 1993-ban bocsátottak vízre. A hajót az Atomflot üzemelteti, honi kikötője Murmanszkban található.

## Története
Építése 1989 októberében kezdődött a leningrádi Balti Hajógyárban, eredetileg Ural néven. 1993-ban bocsátották vízre. A hajó további építését azonban a pénzügyi háttér hiánya miatt leállították és csak 2003-ban folytatták. 2004. november 30-án tűz ütött ki az építés alatt álló hajón, melyet csak 20 óra után tudtak eloltani. A tűz során radioaktív szennyeződés nem történt, mert a hajó atomreaktora még nem volt feltöltve fűtőanyaggal. Építését 2007 elején fejezték be. Első alkalommal 2007. február 1-jén futott ki a tengerre, ahol a Finn-öbölben kéthetes tengeri próbautat hajtottak végre a hajóval. Ezt követően a Balti Hajógyárban felkészítették a honi kikötőjébe, Murmanszkba történő áthajózásra, ahová 2007. április 11-én érkezett meg.
A hajó alapvető feladata az Északkeleti átjáró hajózhatóságának biztosítása. Emellett gyakran használják sarkvidéki expedíciók és turistautak (pl. az Északi-sark és a Ferenc József-föld meglátogatása) céljaira is. A 128 utas elhelyezésére alkalmas hajó 2013. július 30-án járt 100. alkalommal az Északi-sarkon.
2013 októberében a hajón jutott el az Északi-sarkra a 2014-es szocsi téli olimpia lángja. A jégtörő az olimpiai lánggal 2013. október 15-én indult Murmanszkból és október 19-én, rekord idő, mindössze három nap és 19 óra után érkezett meg az Északi-sarkra.

## Jellemzői
A hajó az eredeti Arktyika osztály 10520 típusú hajóinak módosított, továbbfejlesztett változata, melyből csak ez az egy példány készült. Az Arktyika osztály többi egységéhez hasonlóan két OK–900A típusú atomreaktorral szerelték fel, melyeket a hajótest középső részén helyeztek el. A hajó új, digitális vezérlőrendszert kapott, valamint javítottak a sugárvédelmi rendszerein. Az elődeihez képest módosított, „kanál alakú” orr részt kapott, melynek jobbak a jégtörő tulajdonságai.